# ウォルター・ウィリアム・スキート (文献学者)

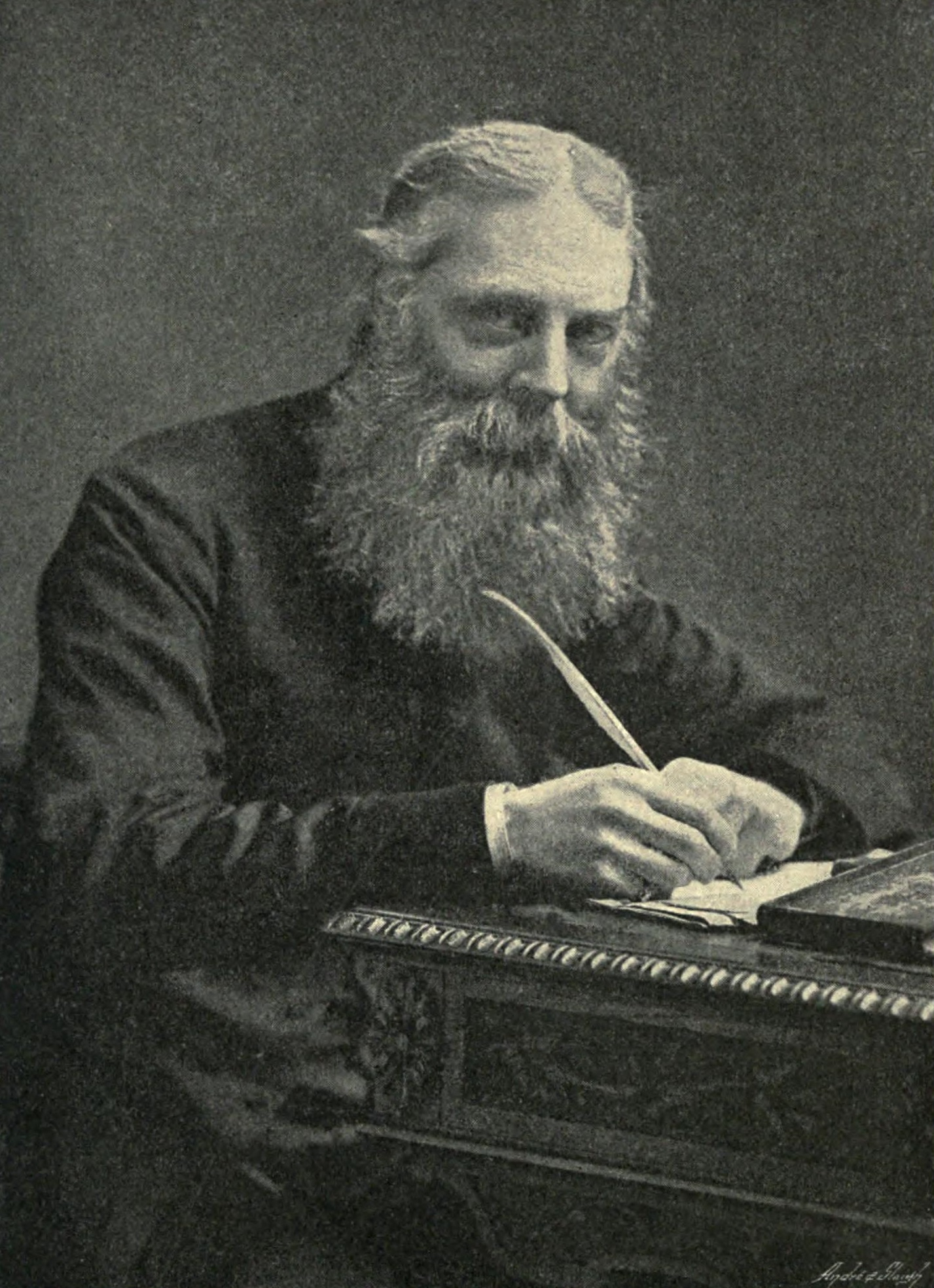
ウォルター・ウィリアム・スキート

ウォルター・ウィリアム・スキート（英: Walter William Skeat, 1835年11月21日 – 1912年10月6日）は、当時のイギリス（イングランド）で抜群の存在として知られていた文献学者。イギリスの高等教育における学科目としての英語の普及に貢献した人物である。

## 経歴
スキートはロンドンに生まれ、キングス・カレッジ・スクール（ウィンブルドン）、ハイゲート・スクールに学び、ケンブリッジ大学クライスツ・カレッジに進み、1860年7月にクライスツ・カレッジのフェローとなった。
1860年には、イングランド国教会の執事（助祭）に叙され、同年12月にはイースト・ディラーム教区の副牧師となり、1861年から1862年の大部分、その任にあった。また、1862年から1863年にかけては、ゴダルミング教区の副牧師を務めた。1864年10月に、数学の講師としてケンブリッジ大学に戻り、1871年までその任にあった。
やがてスキートは、英語史への関心を深めていったが、本人によると、当初はおもにヘンリー・ブラッドショーによるチョーサー研究から学んだという。1870年にオックスフォード大学が企画したチョーサーのエディション編纂に際して、スキートはブラッドショーとともに参加することとなっていたが、ブラッドショーはスキートを拒み、単独で編纂すると主張した（ブラッドショーの忍耐力は、その豊かな才能に匹敵するほどのものではなく、結局この企画は実現せずに終わり、結局はスキートが編纂を担って1894年に全6巻のエディションが完成し、さらに補巻として『Chaucerian Pieces』が1897年に刊行された）。
1878年、スキートは、ケンブリッジ大学のアングロサクソン語（古英語）の教授 (Elrington and Bosworth Professor of Anglo-Saxon) に選ばれた。スキートは、ジョン・ミッチェル・ケンブルが手がけていた『Anglo-Saxon Gospels』のエディションを完成させ、その他にもアングロサクソン語やゴート語についての多くの業績を残したが、おそらく最も広く知られているのは中英語に関する業績で、とりわけチョーサー作品や、ウィリアム・ラングランドの『農夫ピアズの夢 (Piers Plowman)』の標準エディションが知られている。
スキートは、英語方言協会 (English Dialect Society) を創設して、1873年から1896年にかけて、その唯一の会長を務めた。協会の目的は、『英語方言辞典 (English Dialect Dictionary)』の刊行を目指して、それに必要な資料を収集することであったため、この目的を果たした協会は1897年に解散した。
スキートは、没後、ケンブリッジのアセンション教区墓地に埋葬された。妻バーサ・クララ（Bertha Clara、1840年2月6日 - 1924年7月15日）と、娘のバーサ・マリアン（Bertha Marian、1861年12月30日 - 1948年12月2日）も、後に合葬された。同名の息子ウォルター・ウィリアム・スキートは人類学者となった。孫の代には、著名な古文書学者であるセオドア・クレッシー・スキートや、ステンドグラス作家のフランシス・スキートがいる。

## おもな業績

### 語源学、辞書編纂、地名研究
純然たる文献学の分野におけるスキートの主要な業績は、英語の語源辞典である『Etymological English Dictionary』（全4巻、1879年 – 1882年：増補改訂1910年）である。この辞典の準備の中で、スキートは単語の語源に関する何百もの短い記事を、ロンドンを拠点としていた学術誌『Notes and Queries』誌上に発表した。スキートは、幽霊語という表現を生み出し、この厄介で困難な主題についての第一人者となった。スキートは、また、地名研究の先駆者でもあり、この方面のおもな業績には、以下のものが含まれている。
- A Concise Dictionary of Middle English (1888), in conjunction with A. L. Mayhew
- "A Glossary of Tudor and Stuart Words" (1914) with A. L. Mayhew
- The place-names of Cambridgeshire (1901)
- Place-names of Huntingdonshire (1902)
- Place-names of Hertfordshire (1904)
- Place-names of Bedfordshire (1906)
- Place-names of Berkshire (1911)
- Place-names of Suffolk (1913)

### エディション
スキートは、多数の中世期のテキストのエディション編纂、校訂に取り組み、現代における最初の、場合によっては唯一のエディションを生み出した。『The Holy Gospels in Anglo-Saxon, Northumbrian, and Old Mercian Versions』は1871年、チョーサーの『天体観測儀論 (A Treatise on the Astrolabe)』は1872年に刊行され、スキートによる『農夫ピアズの夢』の3種類のテキストを収録したエディションは1886年に刊行された。1894年から1897年にかけては、『The Complete Works of Geoffrey Chaucer』が刊行された。スキートはこの他にも、初期英語文献協会のために多数のテキストのエディションを公表しており、その中には、ジョン・バーバーの『Bruce』や、 『Pierce the Ploughman's Crede』、騎士道物語の類である『デーン人ハヴェロック (Havelok the Dane)』や『William of Palerne (Guillaume de Palerme)』などがある。スコットランド文献協会のためには、『The Kingis Quair』の校訂を行ない、（18世紀半ばに中世詩を贋作した）トーマス・チャタートンの著作のエディションも、チャタートンが用いた古語の出所の検討も付して、1871年に全2巻で刊行した。 スキートは一般の読者のために、チョーサーを1巻にまとめたエディションも刊行し、他方では『天体観測儀論』に詳細な注釈を加えたエディションを独立した1冊として刊行した。
スキートが編纂したエインシャムのエルフリクスの『Lives of the Saints』は、今日でも主要なエディションとしての地位を保っているが、その中にはミス・ガニングとミス・ウィルキンソン (Mss Gunning and Wilkinson) と記された2人の女性たちによる翻訳が含まれており、そのことは序文の中で言及されている。

### 教育
A・J・ワイアット (A. J. Wyatt) によれば、スキートは「偉大な教師ではなく ... 教える仕事は彼から学んだ弟子たち」、つまりワイアット自身やイズレイル・ゴランツに、「任せていた」と述べつつ、「彼の教え方はエピソード中心だった。それでもごく少数の熱心な受講者たちがいた。彼らは最も実用性のないもの、スキートが、試験やシラバスのことなど忘れて、古今の雑多な物事について記憶の中から取り出して撒き散らす内容に、興味を持っていた」。
スキートによる、教育用の著作には、以下のようなものがある。
- Specimens of English from 1394 to 1597 (1871)
- Specimens of Early English from 1298 to 1393 (1872), in conjunction with Richard Morris
- Principles of English Etymology (2 series, 1887 and 1891)
- A Student's Pastime (1896), a volume of essays
- The Chaucer Canon (1900)
- A Primer of Classical and English Philology (1905)

## 国際関係
スキートは、国家公務員として身分保障を受けていた当時のドイツの大学教員に十分対抗できた、ごく少数の英語研究の専門家のひとりであった。ヘンリー・スウィートと同じように、スキートも、チョーサーやその他の中世期の英語作家たちを、国語としての英語の伝統の一部ととらえており、数多くのドイツの学者たちが、英語テキストの領域に介入してくることに反対した。ドイツ人学者たちの成功に苛立っていたスキートは、「チョーサー自身も生まれたロンドンの出身だということだけで、評価は下がるのかもしれないが」、ドイツからの継続的な介入なしに、英語詩の父についての研究に貢献することが認められるべきだと、辛辣に述べている。